# Mount Parker (Hongkong)
Der Mount Parker (chinesisch 柏架山, Pinyin Bójià Shān, Jyutping Paak3ga3 Saan1) ist nach dem Victoria Peak mit 532 m die zweithöchste Erhebung auf Hong Kong Island und befindet sich im Eastern District von Hongkong. Der neun Kilometer lange Wanderpfad Mount Parker Road Green Trail (柏架山道自然徑) verläuft am Fuß des Bergs entlang der Mount Parker Road. Der Berg ist Teil des 1,32 ha großen Naturschutzgebiets Tai Tam Country Park (大潭郊野公園).
1903 wurde auf dem Berg die Camellia crapnelliana (紅皮糙果茶,  hóngpí cāoguǒchá) von W. J. Tutcher gefunden. Die Pflanze wurde 1998 vom World Conservation Monitoring Centre zu den gefährdeten Pflanzen gezählt. Sie steht auf der IUCN Red List of Threatened Species.

## Flugunfälle
- Am 25. Januar 1947 wurde eine Douglas DC-3/C-47A-25-DK der Philippine Airlines (Luftfahrzeugkennzeichen PI-C12) in einer Höhe von 480 Metern im Anflug auf den Flughafen Kai Tak (Hongkong) in den Mount Parker geflogen. Durch diesen CFIT (Controlled flight into terrain) wurden alle 4 Besatzungsmitglieder getötet, die einzigen Insassen auf dem Frachtflug.[3]

- Am 18. April 1961 wurde eine Douglas DC-3/C-47D der United States Air Force (USAF) (43-49014) in den Mount Parker geflogen. Die Maschine war nach dem Start vom Flughafen Kai Tak bei Nebel im kreisenden Steigflug, als sie mit dem Berg kollidierte. Durch diesen CFIT (Controlled flight into terrain) wurden von den 15 Insassen 14 getötet.[4]